# Grande Prêmio do Japão de 2023
O Grande Prêmio do Japão de 2023 (formalmente denominado Formula 1 Lenovo Japanese Grand Prix 2023) foi a décima sexta etapa do Campeonato Mundial de Fórmula 1 de 2023, disputada em 24 de setembro de 2023 no Circuito de Suzuka, Suzuka, Japão.

## Antecedentes
O evento foi realizado no fim de semana de 22 a 24 de setembro. Foi a décima sexta etapa do Campeonato Mundial de Fórmula 1 de 2023 e a 48ª corrida do GP do Japão.

### Participantes
Os pilotos e equipes são os mesmos da lista de inscritos na temporada, com exceção de Liam Lawson que está no assento originalmente ocupado por Nyck de Vries.

## Resumo

### Treino Classificatório
Depois de ter tido problemas com seu carro no GP de Singapura, Max Verstappen foi o piloto mais rápido no primeiro e segundo treino livre.
Durante o final do segundo treino livre Pierre Gasly bateu contra o muro, causando a bandeira vermelha minutos antes do fim do treino.
No Q3, Max Verstappen voltou a ser piloto mais rápido e conquistou a posição de honra, e Oscar Piastri a segunda posição. O herói local Yuki Tsunoda foi o terceiro mais rápido e vai largar em nono lugar.

### Corrida
Max Verstappen largou da pole position com Oscar Piastri e Lando Norris atrás dele. Logo depois, Norris assumiu a segunda posição ao ultrapassar Piastri.
Atrás deles houve uma colisão entre seis carros, e por este motivo o safety car foi acionado e entrou depois na pista.
Na volta cinco Sergio Pérez tocou Lewis Hamilton e teve que fazer um pit stop. Mais tarde, o carro de Pérez sofreu danos ao bater na traseira de Magnussen. Em consequência disso o piloto mexicano teve que encerrar a corrida prematuramente.
Na volta 17 Verstappen fez um pit stop e ao voltar na pista caiu para a quinta posição. Três voltas depois, ele assumiu a liderança novamente.
Max Verstappen conquistou sua décima terceira vitória do ano ao venceu o GP do Japão. Sua vitória garantiu o sexto título de Construtores da F1 para sua equipe Red Bull Racing. Lando Norris e Oscar Piastri terminaram, respectivamente, em segundo e terceiro lugar. Foi o primeiro pódio de Piastri.
Yuki Tsunoda largou da nona posição e terminou em décimo segundo.

## Resultados

#### Treino classificatório
| Pos.                | No. | Driver           | Constructor           | Qualifying times | Qualifying times | Qualifying times | Final grid |
| Pos.                | No. | Driver           | Constructor           | Q1               | Q2               | Q3               | Final grid |
| ------------------- | --- | ---------------- | --------------------- | ---------------- | ---------------- | ---------------- | ---------- |
| 1                   | 1   | Max Verstappen   | Red Bull Racing-Honda | 1:29.878         | 1:29.964         | 1:28.877         | 1          |
| 2                   | 81  | Oscar Piastri    | McLaren-Mercedes      | 1:30.439         | 1:30.122         | 1:29.458         | 2          |
| 3                   | 4   | Lando Norris     | McLaren-Mercedes      | 1:30.063         | 1:30.296         | 1:29.493         | 3          |
| 4                   | 16  | Charles Leclerc  | Ferrari               | 1:30.393         | 1:29.940         | 1:29.542         | 4          |
| 5                   | 11  | Sergio Pérez     | Red Bull Racing-Honda | 1:30.652         | 1:29.965         | 1:29.650         | 5          |
| 6                   | 55  | Carlos Sainz Jr. | Ferrari               | 1:30.651         | 1:30.067         | 1:29.850         | 6          |
| 7                   | 44  | Lewis Hamilton   | Mercedes              | 1:30.811         | 1:30.040         | 1:29.908         | 7          |
| 8                   | 63  | George Russell   | Mercedes              | 1:30.811         | 1:30.268         | 1:30.219         | 8          |
| 9                   | 22  | Yuki Tsunoda     | AlphaTauri-Red Bull   | 1:30.733         | 1:30.204         | 1:30.303         | 9          |
| 10                  | 14  | Fernando Alonso  | Aston Martin-Mercedes | 1:30.971         | 1:30.465         | 1:30.560         | 10         |
| 11                  | 40  | Liam Lawson      | AlphaTauri-Red Bull   | 1:30.425         | 1:30.508         | N/A              | 11         |
| 12                  | 10  | Pierre Gasly     | Alpine-Renault        | 1:30.843         | 1:30.509         | N/A              | 12         |
| 13                  | 23  | Alexander Albon  | Williams-Mercedes     | 1:30.941         | 1:30.537         | N/A              | 13         |
| 14                  | 31  | Esteban Ocon     | Alpine-Renault        | 1:30.960         | 1:30.586         | N/A              | 14         |
| 15                  | 20  | Kevin Magnussen  | Haas-Ferrari          | 1:30.976         | 1:30.665         | N/A              | 15         |
| 16                  | 77  | Valtteri Bottas  | Alfa Romeo-Ferrari    | 1:31.049         | N/A              | N/A              | 16         |
| 17                  | 18  | Lance Stroll     | Aston Martin-Mercedes | 1:31.181         | N/A              | N/A              | 17         |
| 18                  | 27  | Nico Hülkenberg  | Haas-Ferrari          | 1:31.299         | N/A              | N/A              | 18         |
| 19                  | 24  | Zhou Guanyu      | Alfa Romeo-Ferrari    | 1:31.398         | N/A              | N/A              | 19         |
| 107% time: 1:36.169 |     |                  |                       |                  |                  |                  |            |
| —                   | 2   | Logan Sargeant   | Williams-Mercedes     | No time          | N/A              | N/A              | PL         |
| Source:             |     |                  |                       |                  |                  |                  |            |

#### Corrida
| Pos.                                                                          | No. | Driver           | Constructor           | Laps | Time/Retired             | Grid | Points |
| ----------------------------------------------------------------------------- | --- | ---------------- | --------------------- | ---- | ------------------------ | ---- | ------ |
| 1                                                                             | 1   | Max Verstappen   | Red Bull Racing-Honda | 53   | 1:30:58.421              | 1    | 26     |
| 2                                                                             | 4   | Lando Norris     | McLaren-Mercedes      | 53   | +19.387                  | 3    | 18     |
| 3                                                                             | 81  | Oscar Piastri    | McLaren-Mercedes      | 53   | +36.494                  | 2    | 15     |
| 4                                                                             | 16  | Charles Leclerc  | Ferrari               | 53   | +43.988                  | 4    | 12     |
| 5                                                                             | 44  | Lewis Hamilton   | Mercedes              | 53   | +49.376                  | 7    | 10     |
| 6                                                                             | 55  | Carlos Sainz Jr. | Ferrari               | 53   | +50.221                  | 6    | 8      |
| 7                                                                             | 63  | George Russell   | Mercedes              | 53   | +57.659                  | 8    | 6      |
| 8                                                                             | 14  | Fernando Alonso  | Aston Martin-Mercedes | 53   | +1:14.725                | 10   | 4      |
| 9                                                                             | 31  | Esteban Ocon     | Alpine-Renault        | 53   | +1:19.678                | 14   | 2      |
| 10                                                                            | 10  | Pierre Gasly     | Alpine-Renault        | 53   | +1:23.155                | 12   | 1      |
| 11                                                                            | 40  | Liam Lawson      | AlphaTauri-Red Bull   | 52   | +1 lap                   | 11   |        |
| 12                                                                            | 22  | Yuki Tsunoda     | AlphaTauri-Red Bull   | 52   | +1 lap                   | 9    |        |
| 13                                                                            | 24  | Zhou Guanyu      | Alfa Romeo-Ferrari    | 52   | +1 lap                   | 19   |        |
| 14                                                                            | 27  | Nico Hülkenberg  | Haas-Ferrari          | 52   | +1 lap                   | 18   |        |
| 15                                                                            | 20  | Kevin Magnussen  | Haas-Ferrari          | 52   | +1 lap                   | 15   |        |
| Ret                                                                           | 23  | Alexander Albon  | Williams-Mercedes     | 26   | Dano após colisão        | 13   |        |
| Ret                                                                           | 2   | Logan Sargeant   | Williams-Mercedes     | 22   | Dano após colisão        | PL   |        |
| Ret                                                                           | 18  | Lance Stroll     | Aston Martin-Mercedes | 20   | Problema na asa traseira | 17   |        |
| Ret                                                                           | 11  | Sergio Pérez     | Red Bull Racing-Honda | 15   | Dano após colisão        | 5    |        |
| Ret                                                                           | 77  | Valtteri Bottas  | Alfa Romeo-Ferrari    | 7    | Dano após colisão        | 16   |        |
| Volta Mais Rápida: Max Verstappen (Red Bull Racing-Honda) – 1:34.183 (lap 39) |     |                  |                       |      |                          |      |        |
| Source:                                                                       |     |                  |                       |      |                          |      |        |

## Curiosidades
• A RedBull conquistou seu 6° título do campeonato de construtores nessa corrida.
• Primeiro pódio do piloto australiano Oscar Piastri pela McLaren e duplo pódio para a equipe que não acontecia desde o Grande Prêmio da Itália de 2021.

## Tabela do Campeonato após a corrida
|         | Pos. | Driver           | Points |
| ------- | ---- | ---------------- | ------ |
|         | 1    | Max Verstappen   | 400    |
|         | 2    | Sergio Pérez     | 223    |
|         | 3    | Lewis Hamilton   | 190    |
|         | 4    | Fernando Alonso  | 174    |
|         | 5    | Carlos Sainz Jr. | 150    |
| Source: |      |                  |        |

|         | Pos. | Constructor            | Points |
| ------- | ---- | ---------------------- | ------ |
|         | 1    | Red Bull Racing-Honda* | 623    |
|         | 2    | Mercedes               | 305    |
|         | 3    | Ferrari                | 285    |
|         | 4    | Aston Martin-Mercedes  | 221    |
|         | 5    | McLaren-Mercedes       | 172    |
| Source: |      |                        |        |

- Nota: Apenas as cinco primeiras posições estão incluídas para ambos os conjuntos de classificação.